# 野球シンガポール代表
野球シンガポール代表（Singapore Men's Baseball Team) は、シンガポールにおける野球のナショナルチームである。WBSCアジアに所属。メンバーは現役高校生などが中心。2008年に和歌山県、2011年には京都府、2014年には東京都の高校野球選抜チームと野球交流、および試合を行った。

## 歴史
2002年に開催された、第5回アジアン・ベースボール・カップに出場したが、全敗で最下位に終わる。
2004年の第6回アジアン・ベースボール・カップにも出場。結果は5位に終わったが、スリランカに対して、12-10で国際試合初勝利を挙げた。
2012年の第10回東アジアン・ベースボール・カップに出場。最終回に3点差を追い上げ、初戦のミャンマー戦を4-3、逆転勝ちで飾った。しかし後続の試合はすべて落とし、最終結果は4位に終わった。
2013年のIBAF HONG KONG INTERNATIONAL BASEBALL OPEN 2013（HKIBO) に参加。最終戦のOCTMS（深圳）戦をノーヒットノーラン、11-0(7回コールド)で下し大会5位に終わった。
2015年の第11回東アジアン・ベースボール・カップに出場。結果は全敗、大会6位に終わった。
2017年のWBSC HONG KONG INTERNATIONAL BASEBALL OPEN 2017（HKIBO) に参加。決勝戦まで進むものの香港代表チームに惨敗、二位に終わった。
2018年のWBSC HONG KONG INTERNATIONAL BASEBALL OPEN 2018（HKIBO) に参加。香港代表チームとのリベンジマッチに惨敗、二位に終わった。
2018年の第12回東アジアン・ベースボール・カップに出場。結果は全敗、大会5位に終わった。

## 国際大会

### ワールド・ベースボール・クラシック
| 回 | 年   | 開催地                                                                       | 順位   |
| -- | ---- | ---------------------------------------------------------------------------- | ------ |
| 1  | 2006 | アメリカ合衆国の旗 · 日本の旗 · プエルトリコの旗                             | 不参加 |
| 2  | 2009 | アメリカ合衆国の旗 · 日本の旗 · プエルトリコの旗 · メキシコの旗 · カナダの旗 | 不参加 |
| 3  | 2013 | アメリカ合衆国の旗 · 日本の旗 · プエルトリコの旗 · 中華民国の旗              | 不参加 |
| 4  | 2017 | アメリカ合衆国の旗 · 日本の旗 · 大韓民国の旗 · メキシコの旗                  | 不参加 |
| 5  | 2023 | アメリカ合衆国の旗 · 日本の旗 · 中華民国の旗                                 | 不参加 |
| 6  | 2026 |                                                                              |        |

### オリンピック
| 回 | 年   | 開催地     | 順位     |
| -- | ---- | ---------- | -------- |
| 26 | 1992 | バルセロナ | 予選敗退 |
| 27 | 1996 | アトランタ | 予選敗退 |
| 28 | 2000 | シドニー   | 予選敗退 |
| 29 | 2004 | アテネ     | 予選敗退 |
| 30 | 2008 | 北京       | 予選敗退 |
| 33 | 2021 | 東京       | 予選敗退 |

### WBSCプレミア12
| 回 | 年   | 開催地                                                | 順位         |
| -- | ---- | ----------------------------------------------------- | ------------ |
| 1  | 2015 | 日本の旗 · 中華民国の旗                               | 参加資格無し |
| 2  | 2019 | 日本の旗 · 中華民国の旗 · 大韓民国の旗 · メキシコの旗 | 参加資格無し |
| 3  | 2024 | 日本の旗 · 中華民国の旗 · メキシコの旗                | 参加資格無し |